# Sam Morse
Pour les articles homonymes, voir Morse.
 Sam Morse, né le 27 mai 1996, est un  skieur alpin américain.

## Biographie
En 2017 à Åre il devient champion du monde juniors de descente.
En janvier 2018, il obtient son premier podium en Coupe d'Europe, en prenant la 3e place dans le combiné de Saalbach. Il remporte la Coupe nord-américaine de combiné.
En janvier 2021, il réalise un second podium en Coupe d'Europe, en prenant la 3e place dans la descente d'Orcières. En avril, il monte 2 fois sur le podium des Championnats des États-Unis en prenant la 3e place de la descente et du super G à Aspen.
En décembre 2022, il obtient son premier top-10 en coupe du monde en se classant 10e de la descente de Val Gardena.
En février 2024, il décroche un nouveau top-10 en coupe du monde en prenant la 10e place de la descente de Kvitfjell.
Début janvier 2025, il prend la 15e place de la descente de Wengen. En février il participe à ses premiers championnats du monde à Saalbach où il se classe 34e de la descente.

## Palmarès

### Championnats du monde
| Épreuve / Édition      | Descente | Super G | Slalom géant | Slalom | Combiné par équipes | Team event |
| Mondiaux 2025 Saalbach | 34e      | -       | —            | —      | -                   | —          |

### Coupe du monde
- Meilleur classement général : 71e en 2024 avec 91 points.
- Meilleur classement de descente : 31e en 2024 avec 59 points
- Meilleur classement de super G : 31e en 2024 avec 32 points

- 6 tops-15 dont 2 tops-10
- Meilleur résultat sur une épreuve de coupe du monde de descente : 10e à Val Gardena le 15 décembre 2022 et à Kvitfjell le 17 février 2024

#### Classements
| Saison / Épreuve | Saison / Épreuve | Général | Général | Descente | Descente | Super G | Super G | Géant  | Géant  | Slalom | Slalom | Combiné | Combiné |
| ---------------- | ---------------- | ------- | ------- | -------- | -------- | ------- | ------- | ------ | ------ | ------ | ------ | ------- | ------- |
| Saison / Épreuve | Saison / Épreuve | Class.  | Points  | Class.   | Points   | Class.  | Points  | Class. | Points | Class. | Points | Class.  | Points  |
| 2021             | 2021             | 150e    | 2       | 55e      | 2        | -       | -       | -      | -      | -      | -      | -       | -       |
| 2023             | 2023             | 89e     | 60      | 33e      | 60       | -       | -       | -      | -      | -      | -      | -       | -       |
| 2024             | 2024             | 71e     | 91      | 31e      | 59       | 31e     | 32      | -      | -      | -      | -      | -       | -       |
| 2025             | 2025             | 104e    | 40      | 36e      | 34       | 55e     | 6       | -      | -      | -      | -      | -       | -       |

### Championnats du monde juniors
| Épreuve / Édition     | Descente | Super G | Slalom géant | Slalom | Combiné | Team event |
| Mondiaux 2014 Jasna   | 17e      | -       | 72e          | 38e    | -       | -          |
| Mondiaux 2015 Hafjell | 12e      | 20e     | 48e          | -      | 18e     | -          |
| Mondiaux 2016 Sotchi  | 4e       | Abandon | Abandon      | -      | 13e     | -          |
| Mondiaux 2017 Åre     | Or       | 5e      | -            | -      | 6e      | -          |

### Coupe d'Europe
8 top dix dont 2 podiums :
- 3e place en combiné le 12 janvier 2018 à Saalbach
- 3e place en descente le 26 janvier 2021 à Orcières

### Coupe nord-américaine
8 podiums dont 4 secondes places

#### Classements
| Saison / Épreuve | Saison / Épreuve | Général | Général | Descente | Descente | Super G | Super G | Slalom géant | Slalom géant | Slalom | Slalom | Combiné | Combiné |
| ---------------- | ---------------- | ------- | ------- | -------- | -------- | ------- | ------- | ------------ | ------------ | ------ | ------ | ------- | ------- |
| Saison / Épreuve | Saison / Épreuve | Class.  | Points  | Class.   | Points   | Class.  | Points  | Class.       | Points       | Class. | Points | Class.  | Points  |
| 2018             | 2018             | 6e      | 663     | 6e       | 124      | 7e      | 206     | 15e          | 124          | 47e    | 31     | 1er     | 178     |
| 2020             | 2020             | 34e     | 146     | 3e       | 110      | 24e     | 36      | -            | -            | -      | -      | -       | -       |
| 2023             | 2023             | 10e     | 396     | 3e       | 396      | 9e      | 137     | -            | -            | -      | -      | -       | -       |